# フェルディナント・ボル
フェルディナント・ボル (Ferdinand Bol, 1616年6月24日 – 1680年8月24日) は、オランダの画家、銅版画工。現存する作品は少ないが、彼の作品には師であるレンブラントの影響が見られる。ボルの作品の多くは近年までレンブラント作だと考えられていた。歴史的な題材や肖像画等を好んで手掛けた。 
アムステルダムにはボルの名を取ったフェルディナンド・ボル通りがある。

## 生涯
フェルディナント・ボルはドルトレヒト生まれ。父親のバルサザール・ボルは医者であった。ボルは最初にヤーコプ・カイプの元で修業し、ユトレヒトのアブラハム・ブルーマールトの元でも学んだ。1630年以降にはレンブラントに付き、レンブラントの家に住んでいた。1641年には自身の工房を持った。 
1652年にアムステルダムのブルジョワジーとなり、1653年にエリザベス・デル(Elisabeth Dell)と結婚。彼女の父親は海軍やワイン商組合に属しており、ボルは後に両方からの仕事の依頼を受ける。数年の間に画家組合の組合長になり、ヤーコプ・ファン・カンペンがデザインした新しい市庁舎のための作品の依頼を受けた。
当時フェルディナント・ボルは人気のある成功した画家であり、アムステルダム市のために多くの作品を手掛けた。後にイングランドで活躍したゴドフリー・ネラーはボルの弟子の一人である。 
ボルの最初の妻は1660年に亡くなり、1669年にAnna van Erckelという女性と再婚している。最後の日付の作品は1669年なので、その頃画家としてはリタイアしたものと思われる。 1672年には夫婦でケイザー運河の側に引っ越した。現在ではその建物はファン・ローン博物館として公開されている。

## 作品

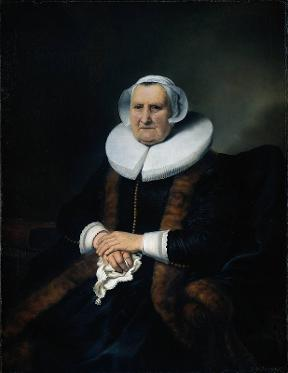
Portrait of Elisabeth Bas
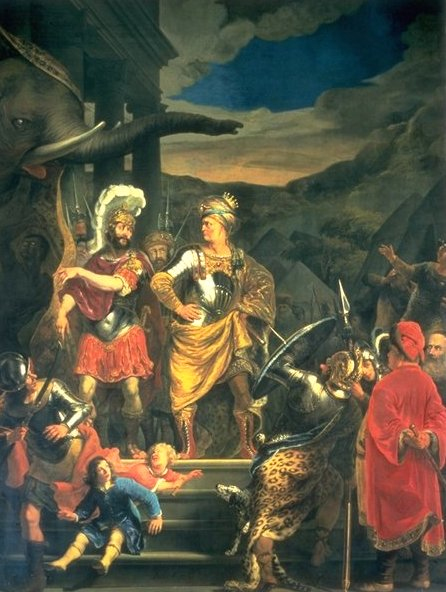
ピュロスとガイウス・ファブリキウス・ルスキヌス 、Royal Palace of Amsterdam
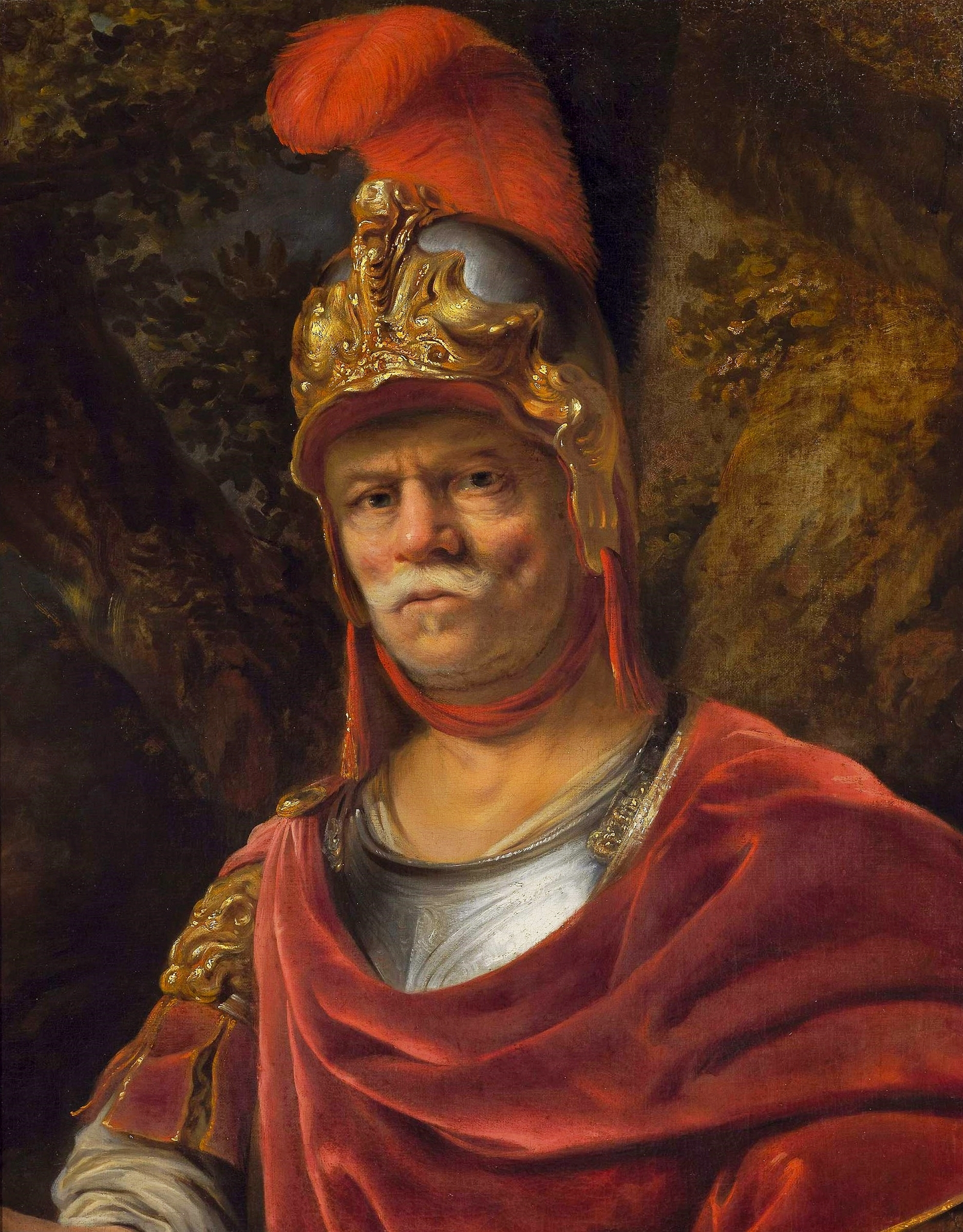
金色の兜の男、 ワルシャワ国立美術館
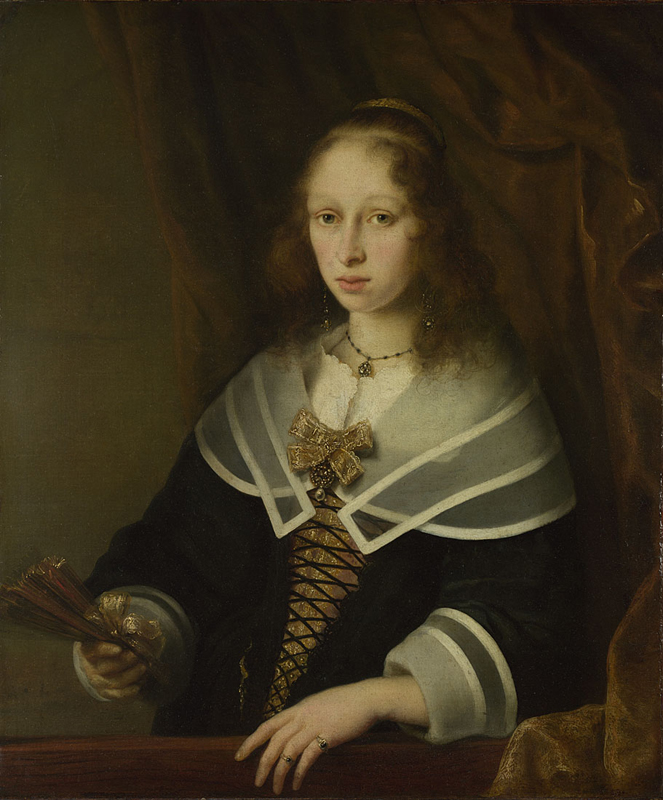
『扇を持つ女性』 (1643年) ナショナル・ギャラリー (ロンドン)
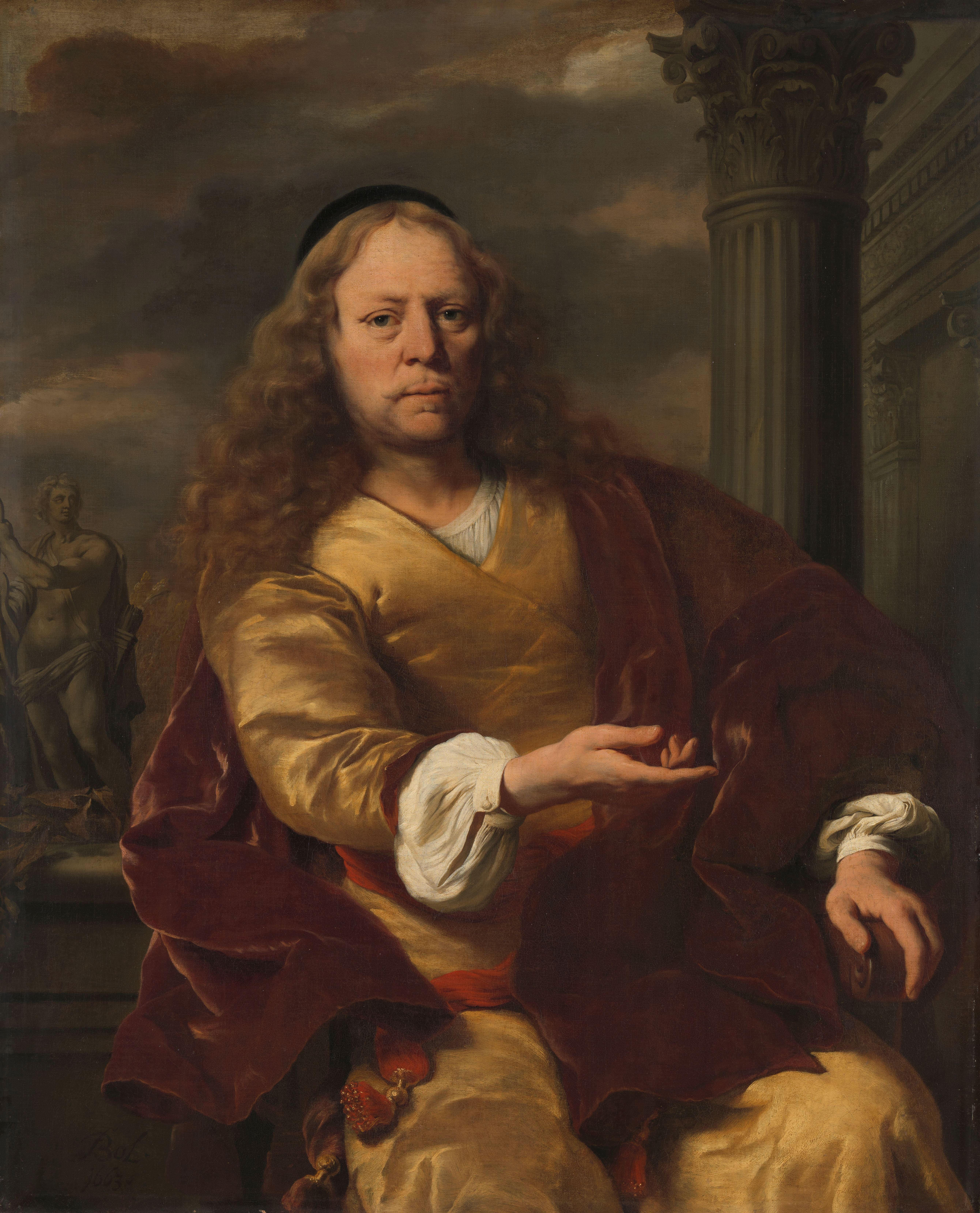
『男性の肖像』 (1663年) アムステルダム国立美術館
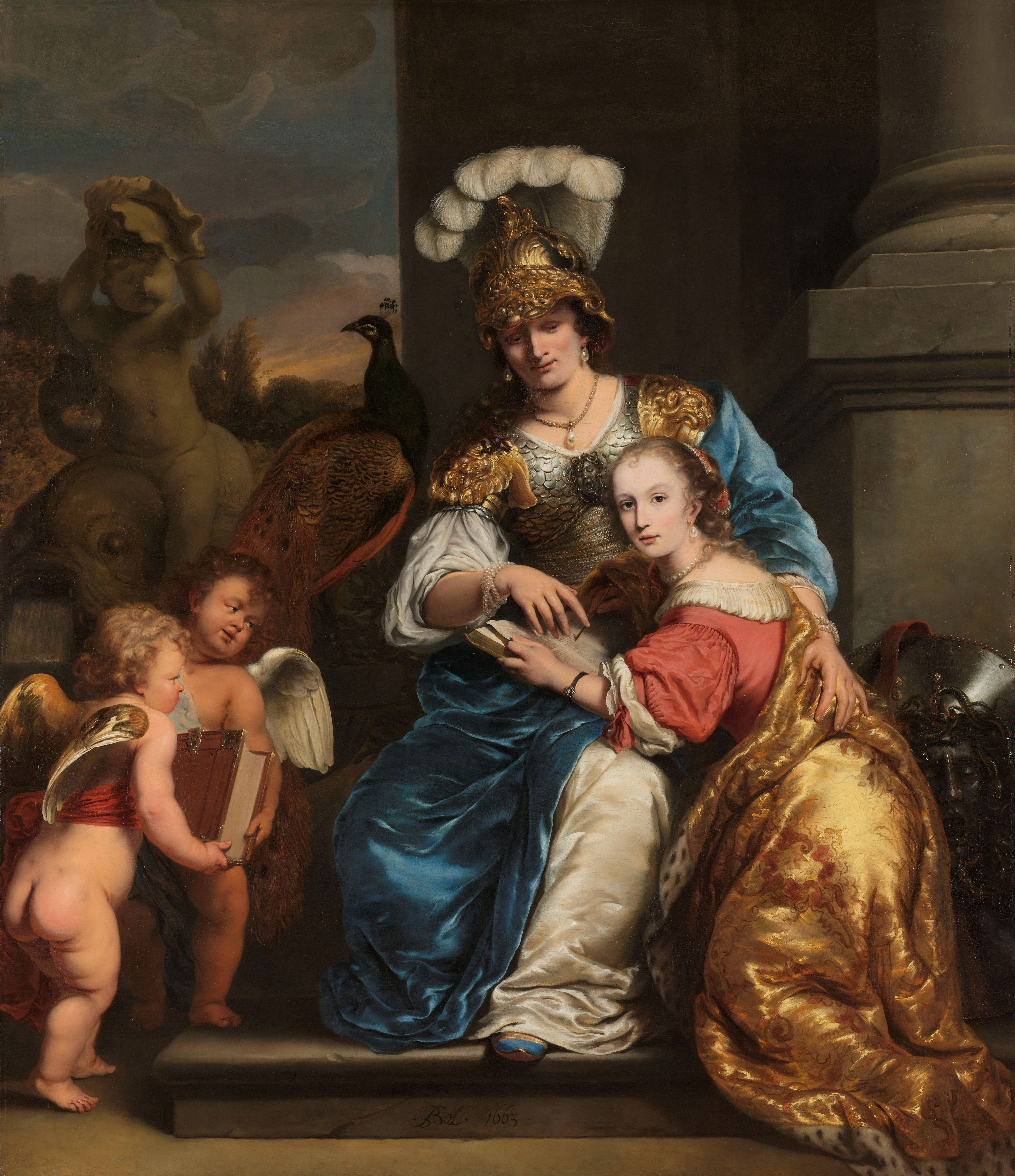
『トリップ姉妹の肖像』 (1663年) オランダ王立芸術科学アカデミー (アムステルダム国立美術館から寄託)

## 参照
1. ↑  Ferdinand Bol biography, Getty Museum
2. ↑  Twenty years later visiting Ferdinand, Balthasar was painted by Rembrandt.
3. ↑  Biography, Getty Museum
4. ↑  Blankert, A. (1976) Ferdinand Bol.
5. ↑  Crenshaw, P. (2006) Rembrandt's Bankruptcy. The artist, his patrons and the art market in seventeenth-century Netherlands, p. 40.